# Xcel Energy Center
Xcel Energy Center es un arena o recinto deportivo en Saint Paul, Minnesota, EE. UU. patrocinado por Xcel Energy. Es casa de los Minnesota Wild de la NHL   y los Minnesota Swarm de la NLL.  Es propiedad de la ciudad de Saint Paul y operado por Minnesota Sports & Entertainment, los dueños de Wild y Swarm. 

## Asientos
La arena contiene cuatro niveles para espectadores: un nivel con una suite, y tres niveles generales para espectadores llamados el nivel 100, club nivel y el club 200. Su capacidad total es de 18,064.

## Historia
El Xcel Energy Center abrió en el otoño del 2000. Un miembro del equipo de marketing citó en el diario del Minneapolis StarTribune "Esperemos que nuestros fans lo llamen 'The X'." Fue construido en el mismo sitio del demolido St. Paul Civic Center. En el 2004, el arena fue nombrado por la ESPN como el mejor recinto deportivo en los Estados Unidos.

## Otros eventos
La "X" es el sitio actual de los Minnesota Boys' High School Hockey, el torneo de preparatoria de chicas, y el torneo de preparatoria de the Minnesota Girl's High School, y el torneo de luchas de preparatorias, al igual que los Minnesota State High School League- patrocinado torneos estatales de voleibol. La National Lacrosse League de los Minnesota Swarm  empezaron a jugar temporalmente en el arena en enero de 2005.
El Xcel Energy Center ganó la candidatura para albergar la Convención Nacional Republicana de 2008.

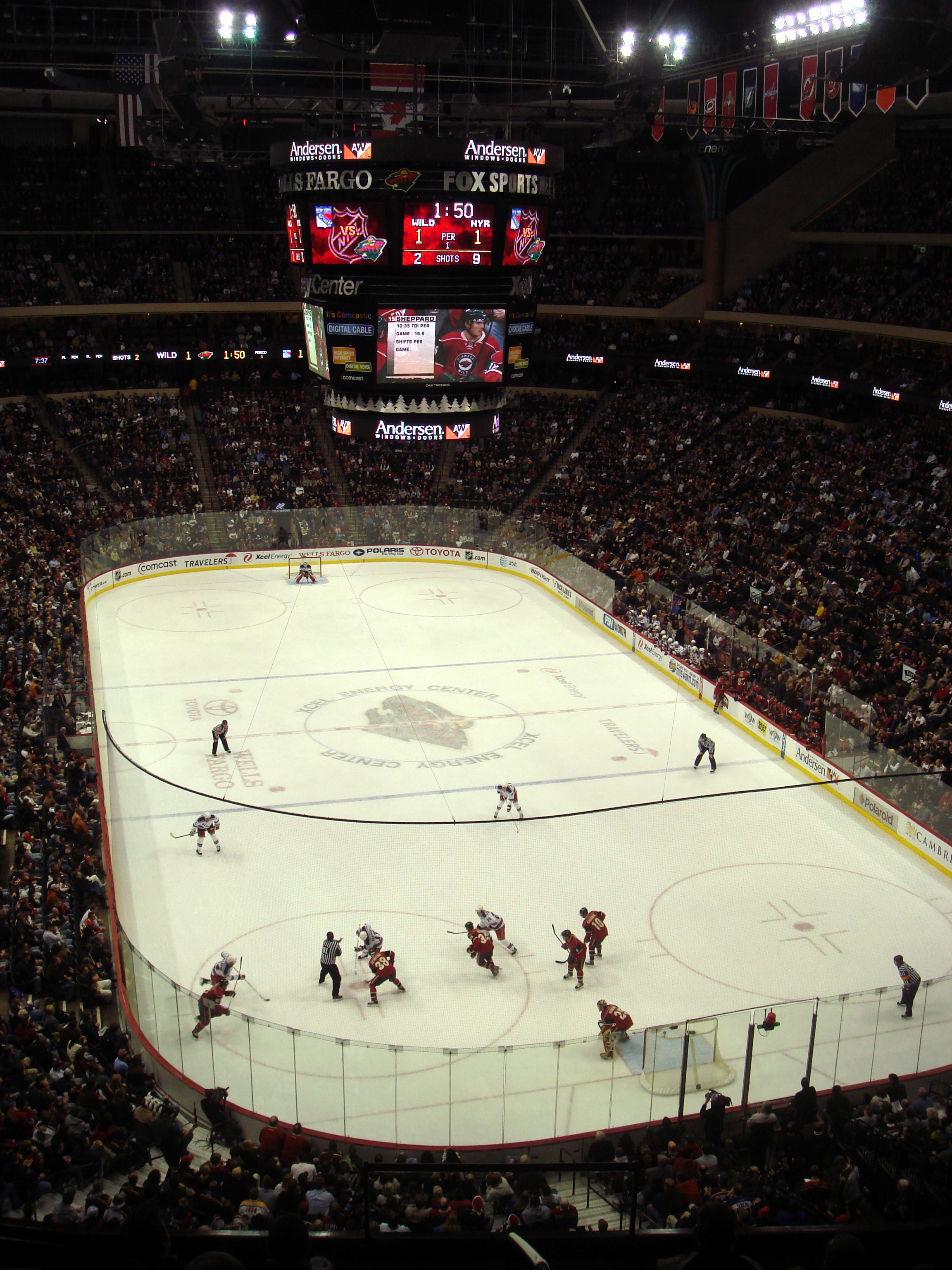
Foto del Interior durante un juego de los Minnesota Wild
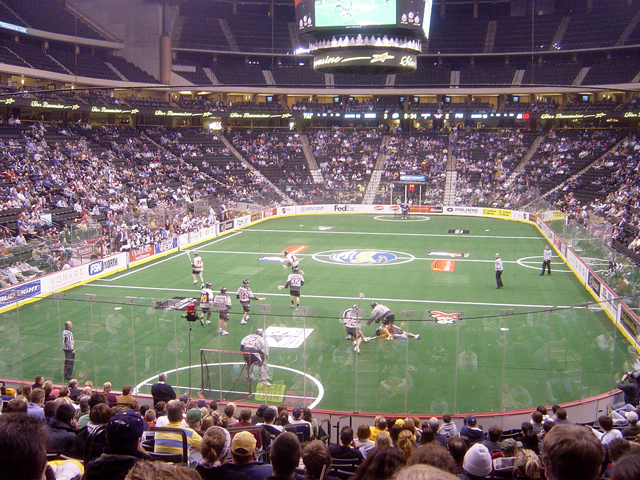
Foto del Interior durante un juego de los Swarm lacrosse.
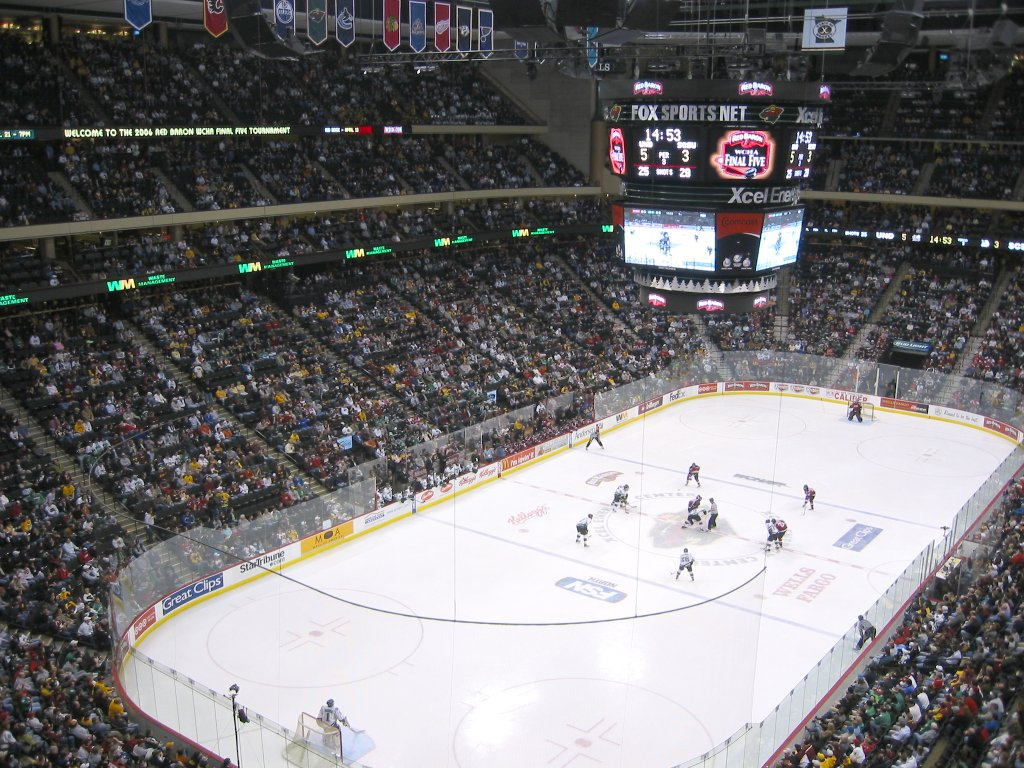
Dentro del Xcel Energy Center durante la WCHA Final Five Championship 2006.